# 英皇（中國概念）
英皇（中國概念）投資有限公司，簡稱英皇（中國概念）投資，以及英皇（中國概念）（英語：EMPEROR (CHINA CONCEPT) INVESTMENTS LIMITED，港交所除牌時0296.HK），在1992年5月1日在百慕達註冊成立，而在1992年7月7日，則透過寶成置業有限公司換取上市而來，前身為「寶成投資有限公司」。
曾業務是中國內地經營房地產業務，但由於物業未能取得營業額，再加上因為受到內幕交易影響，因而被證監會檢控。而在2005年4月1日，更名英皇娛樂酒店有限公司之前，把英皇集團旗下英皇娛樂酒店注入，總代價為6.45億港元。

## 連結
- EMP296.com （页面存档备份，存于）